# 오매

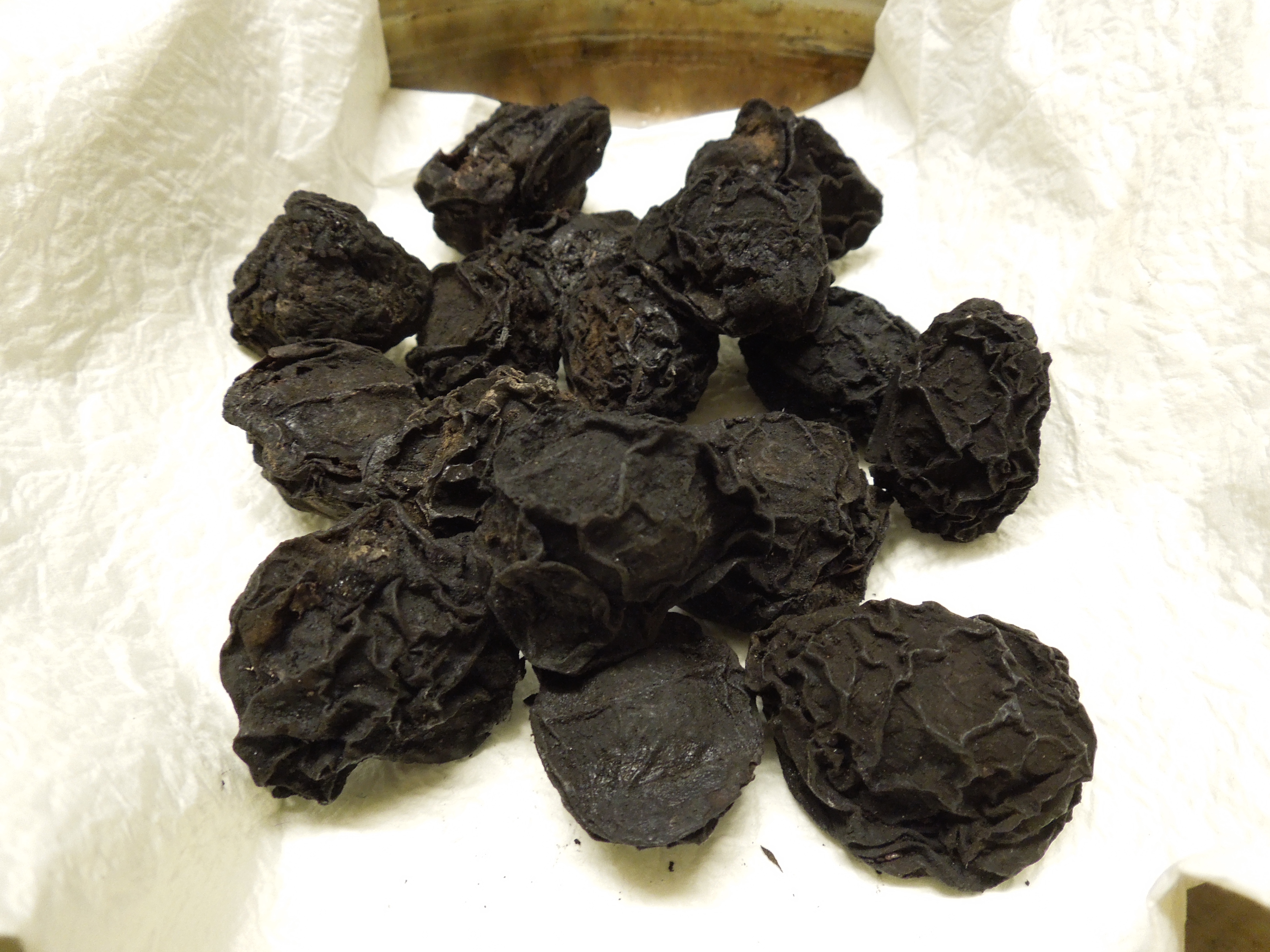
오매

오매(烏梅)는 덜 익은 푸른 매실을 연기에 그슬려 말려 만든 한약재이다. 라틴어명은 무메 프룩투스(Mume Fructus)이며, 중국어로는 우메이(乌梅; 烏梅) 일본어로는 우바이(烏梅; うばい)라 부른다.
한국에서는 제호탕이나 오매차 등 차·음료의 재료로 쓰이기도 한다.